# المكتبة الوطنية البولندية
المكتبة الوطنية في بولندا ([Biblioteka Narodowa [ˌbʲiblʲjɔˈtɛka narɔˈdɔva) - هي مكنبة مركزية بولندية تابعة مباشرة لوزارة الثقافة والتراث الوطني لجمهورية بولندا.
تجمع المكتبة الكتب والمجلات والمنشورات الإلكترونية والمنشورات السمعية-البصرية التي تنشر في بولندا إضافة إلى «بولونيكا» أي إصدارات تخص بولندا التي تنشر في الخارج. هي أهم المكتبات في مجال دراسات العلوم الإنسانية والأرشيف الرئيسي للأدب البولندي والمركز الوطني للمعلومات الببليوغرافية عن الكتب. ولها دور متميز كمرفق البحوث وهي المركز المنهجي المهم للمكتبات البولندية الأخرى.
تنشر المكتبة أيضا المنشورات منها الكتب والمجلات العلمية.
تتلقى المكتبة الوطنية نسخة لكل كتاب يصدر في بولندا كالإيداع القانوني.

## التاريخ
يرجع تاريخ المكتبة إلى عصر الثامن عشر. وكان لهذه المكتبة حق لتلقي نسخة لكل كتاب صدر في الدولة البولندية بموجب القانون الذي صدر عام 1870. ونتيجة لتقاسم بولندا الثاني عام 1793 تم مصادرة مجموعات المكتبة التي تضررت أو تدمرت أو سرقت أجزائها خلال نقلها إلى روسيا.
لما استعادت بولندا استقلاليتها عام 1918 لم توجد في الدولة الجديدة أي مؤسسة للعمل في قدرات المكتبة الوطنية. وأسست المكتبة الوطنية من جديد على شكلها المعاصرة بقرار الرئيس إغناتسي موشتشيتسكي عام 1928 وفتحت عام 1930.
وتكونت مجموعات المكتبة قبل الحرب العلمية الثاني
تشير التقديرات إلى أنه تم تخريب 3.6 مليون مجلد في إثناء الحرب العلمية الثانية وكانت الجزء الكبير منها تابعا للمكتبة الوطنية.
استأنثت المكتبة عملها سنة 1945. وفي فترة ما بين 1962ـ1976 تم إنشاء مجمع المباني الجديد في الشارع ألايا نيبودليغووستسي 213.

## المجموعات
حالياً مجموعات المكتبة الوطنية هي إحدى المجموعات الأكثر عددأ في البلاد. وفي نهاية عام 2016 كانت تتضمن أكثر من 8.5 مليون مجلد من بينها 162000 مطبوع صدر قبل سنة 1801 و26000 مخطوط (بما فيه 7000 مخطوط موسيقي) و120000 مطبوع موسيقي و485000 رسم.
وتوجد في المكتبة الصور والوثائق التصويرية الأخرى وأكثر من 130000 أطلس وخريطة وأكثر من 2000000 وثائق الحياة الاجتماعية وأكثر من 2000000 كتاب وأكثر من 1000000 مجلة من فترة ما بين القرن التاسع عشر والحادي والعشرين
‌